# 석각천문도
석각천문도(石刻天文圖)는 대한민국 대전광역시 유성구 국립중앙과학관에 있는 천문도이다. 2009년 12월 23일 대전광역시의 유형문화재 제39호로 지정되었다.

## 개요
형태상으로는 조선시대 석각천문도의 전통을 잇고 있으면서, 각석된 별자리는 현대 서양별자리로 전통시대에서 근대로 이행하는 과도기의 천문과학문재로서 그 가치가 높다. 동서방향의 적경을 1시부터 24시까지의 시간으로 표기하는 현대 천문도의 형식을 대신하여 전통적인 12지 시간법을 사용하고 있다는 점이 특이하다.

## 참고 문헌
- 석각천문도 - 국가유산청 국가유산포털